# Barton Mills
Barton Mills – wieś w Anglii, w hrabstwie Suffolk, w dystrykcie West Suffolk. Leży 54 km na północny zachód od miasta Ipswich i 103 km na północny wschód od Londynu. W 2001 miejscowość liczyła 867 mieszkańców.